# USS LST-493
O USS LST-493 foi um navio de guerra norte-americano da classe LST que operou durante a Segunda Guerra Mundial.